# Żyrafa Medyceuszy
Żyrafa Medyceuszy (znana również jako żyrafa Wawrzyńca Wspaniałego) – samica żyrafy ofiarowana 18 listopada 1487 przez ambasadora Mohameda ibn-Mahfuza władcy Florencji Wawrzyńcowi Medyceuszowi, jako dar sułtana Kajtbaja z „dynastii” Burdżytów, celem zaskarbienia sobie jego poparcia w wojnie z Turkami.
Przywiezienie zwierzęcia do Florencji wywołało spore poruszenie. Kilka lat wcześniej Medyceusze, którzy posiadali własną menażerię, pokazali florentczykom manekina żyrafy. Prezent sułtana był pierwszym żywym okazem żyrafy w mieście. Przypuszcza się, iż była to pierwsza żywa żyrafa w Italii od czasów Starożytnego Rzymu. Następny żywy okaz pojawił się w Europie po około 300 latach.

## Historia
Wawrzyniec Medyceusz zabiegając o otrzymanie żyrafy pragnął min. podkreślić dostrzegane przez siebie podobieństwa między sobą, a Juliuszem Cezarem, szczególnie po przeczytaniu "z wielkim zainteresowaniem" opisu tryumfu Cezara, który w 46 p.n.e. świętował swoje zwycięstwo w Egipcie, przywożąc ze sobą do Rzymu sporą menażerię, w tym widzianą po raz pierwszy w Europie żyrafę. 
Istnieją źródła, według których Fryderyk II Sycylijski otrzymał w 1261 żyrafę od sułtana Egiptu oraz inne, sugerujące o posiadaniu żyraf przez takich władców, jak Herkules I d’Este (Emilia-Romania) czy Ferdynand I (Neapol). Nie cieszyły się one jednak taką sławą, jak żyrafa Medyceuszy. Zwierzę przedstawione zostało na obrazach: Francesco Botticiniego, Giorgio Vasariego, Bacchiacca, Piero di Cosimo. Znalazło się na freskach i uwieczniono je strofami w poezji. Na Angelo Poliziano zrobiły wrażenie małe rogi (curnicula) żyrafy, o których nigdy nie wspominali antyczni literaci, jak Horacy, Heliodor z Emesy czy Kasjusz Dion.
Wawrzyniec kazał wybudować dla żyrafy specjalne stajnie, zarówno we Florencji, jak i w rodzinnej willi w Poggio a Caiano. Stajnie posiadały ogrzewanie. Zwierzę zdechło 2 stycznia 1488, łamiąc kark, przyblokowane przez belki stropowe.
Na kolejne żywe żyrafy w Europie trzeba było czekać do roku 1827, kiedy Muhammad Ali przysłał po jednej sztuce Jerzemu IV Hanowerskiemu, Franciszkowi II Habsburgowi oraz Karolowi X Burbonowi. Tylko żyrafa paryska, nazywana Zarafą, żyła jeszcze dwa lata od momentu przypłynięcia na Stary Kontynent.

## Galeria

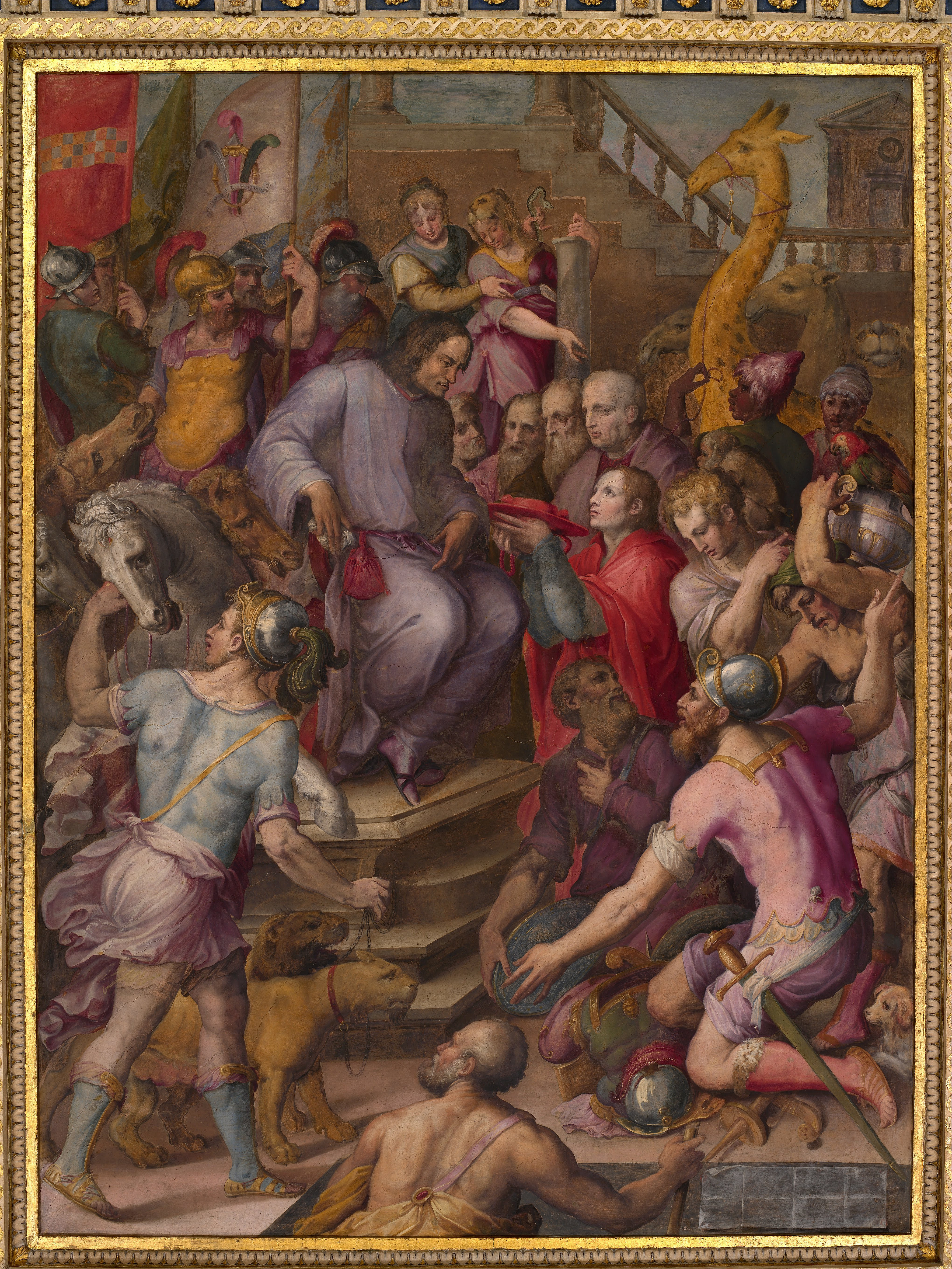
Giorgio Vasari, Wawrzyniec Medyceusz przyjmuje hołd ambasadorów, ok. 1556-1558, Pałac Vecchio
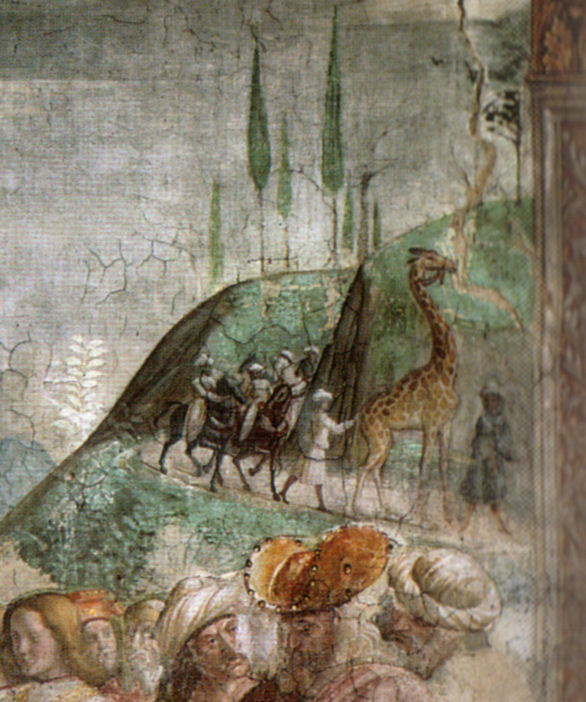
Domenico Ghirlandaio, Pokłon Trzech Króli (fragment), ok. 1485–1490, Kościół Santa Maria Novella we Florencji
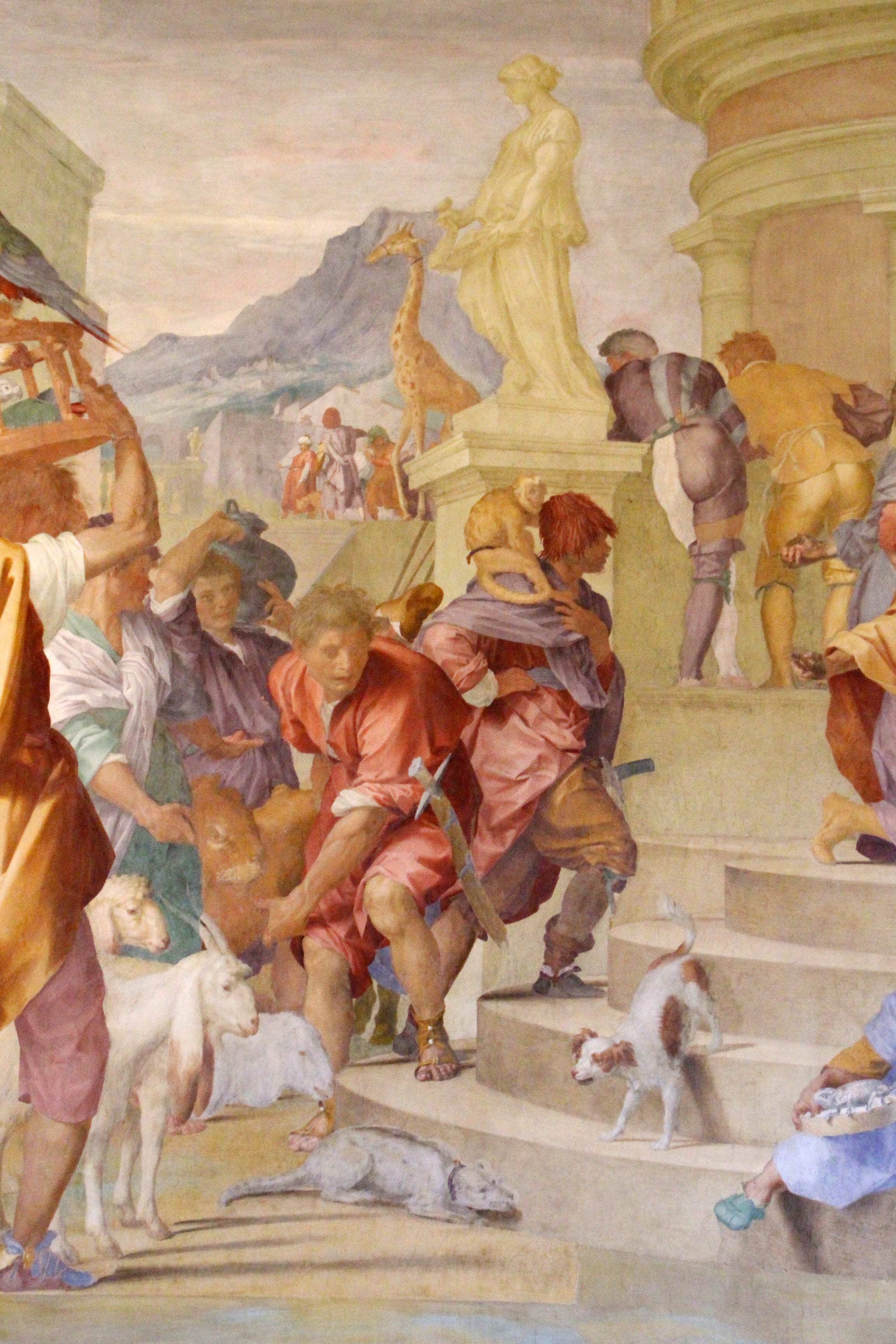
Andrea del Sarto, Trybut Cezara, ok. 1519-1521, Villa Medici w Poggio a Caiano
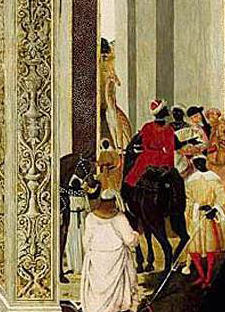
Raffaello Botticini, Pokłon Trzech Króli (fragment), ok. 1495, Art Institute of Chicago
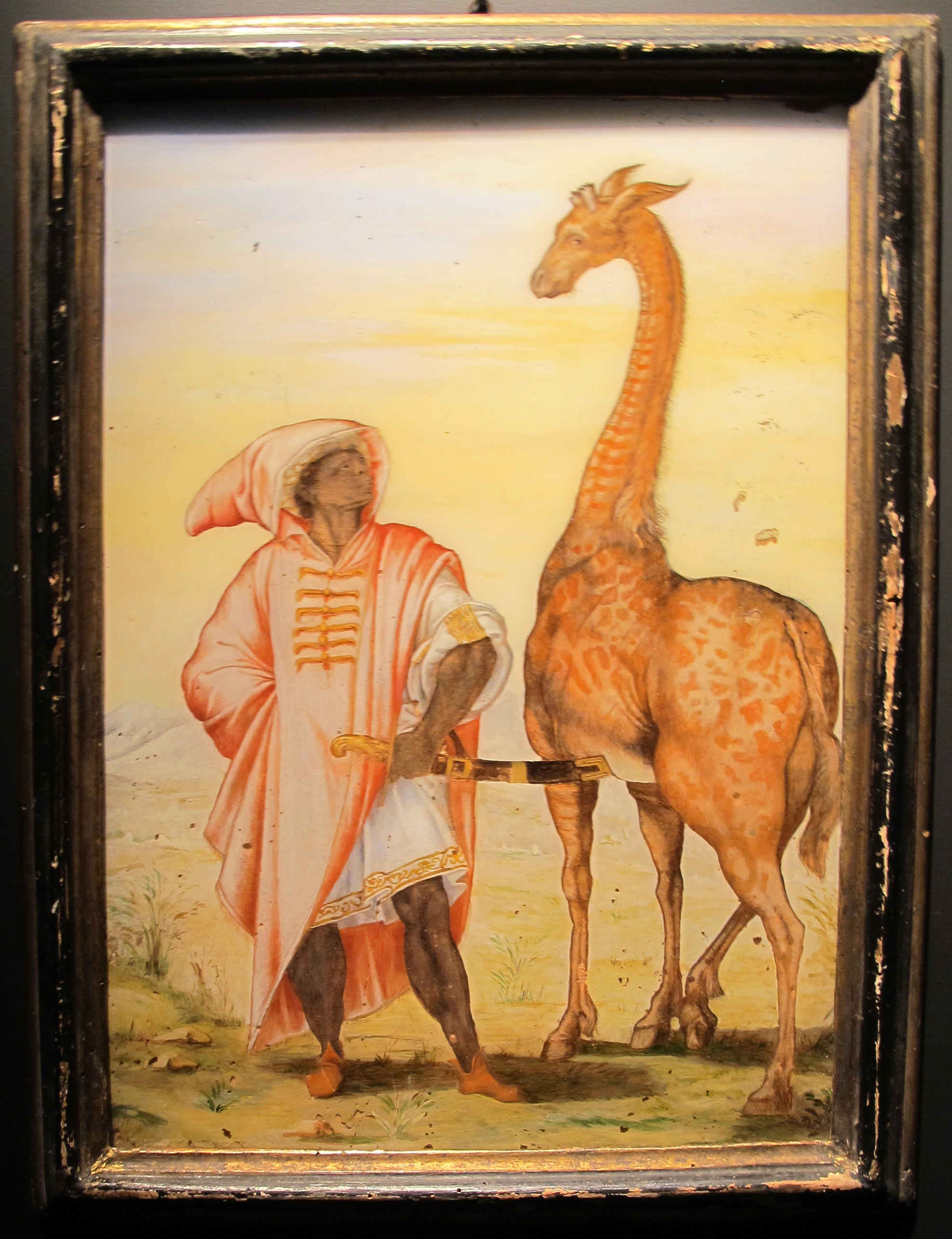
Jacopo Ligozzi, Arabski kapitan, XVI w., kolekcja prywatna
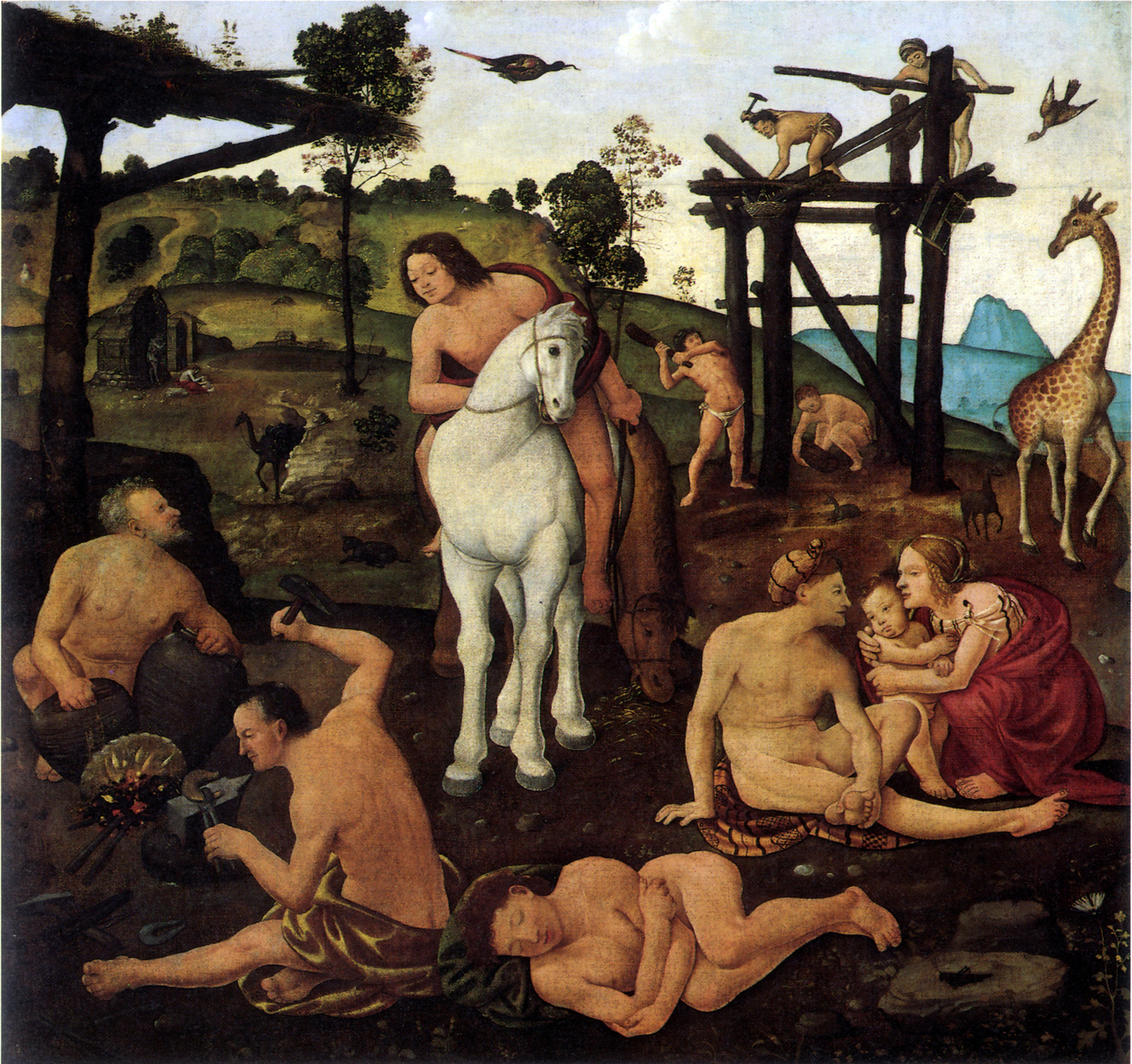
Piero di Cosimo, Wulkan i Ajolos, mistrzowie ludzkości, ok. 1500-1505, National Gallery of Canada
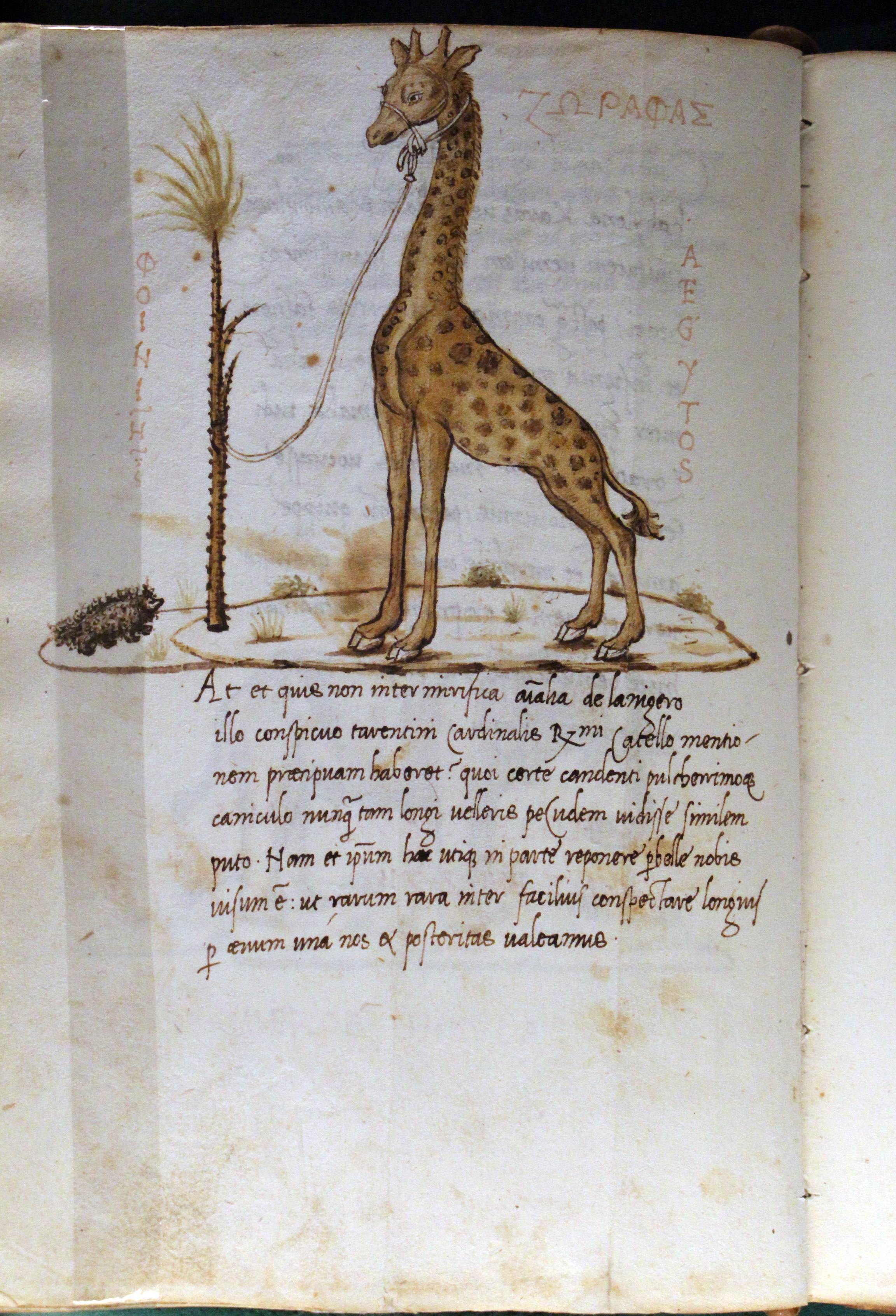
Kodeks z 1475-1500, Biblioteka Laurenziana